# Honoré Martens
Honoré Martens, né le 15 juin 1912 et mort le 6 juin 1996, est un joueur de football international belge actif principalement durant les années 1930. Ses deux fils Maurice et Roland sont également footballeurs.

## Carrière
Honoré Martens commence le football avec La Gantoise au début des années 1930. À l'époque, le club évolue en Division 1, le deuxième niveau national belge. En 1936, le club remporte le titre dans sa série et remonte en Division d'Honneur. Titulaire indiscutable, Honoré Martens enchaîne les bonnes prestations, ce qui lui vaut d'être appelé en équipe nationale belge en février 1938. Durant l'été de la même année, il déménage dans la région de Charleroi et s'affilie à l'Olympic, un autre club de l'élite. Il y joue jusqu'en 1944, lorsque les compétitions sont interrompues par la reprise des combats qui mèneront à la fin de la Seconde Guerre mondiale. Il ne rechausse pas les crampons après le conflit et met un terme à sa carrière de joueur.
Il a deux fils, Roland et Maurice, qui joueront également au football, le dernier connaissant une belle carrière au plus haut niveau dans les années 1970. Honoré Martens meurt le 6 juin 1996, à quelques jours de son 84e anniversaire.

## Statistiques
| Saison                | Club                  | Championnat           | Championnat | Championnat | Coupe(s) nationale(s) | Coupe(s) nationale(s) | Total | Total |
| Saison                | Club                  | Division              | M.          | B.          | M.                    | B.                    | M.    | B.    |
| 1935-1936             | La Gantoise           | Division 2            | -           | -           | 0                     | 0                     | 0     | 0     |
| 1936-1937             | La Gantoise           | Division 1            | -           | -           | 0                     | 0                     | 0     | 0     |
| 1937-1938             | La Gantoise           | Division 1            | -           | -           | 0                     | 0                     | 0     | 0     |
| Sous-total            | Sous-total            | Sous-total            | -           | -           | 0                     | 0                     | 0     | 0     |
| 1938-1939             | Olympic Charleroi     | Division 1            | -           | -           | 0                     | 0                     | 0     | 0     |
| 1941-1942             | Olympic Charleroi     | Division 1            | -           | -           | 0                     | 0                     | 0     | 0     |
| 1942-1943             | Olympic Charleroi     | Division 1            | -           | -           | 0                     | 0                     | 0     | 0     |
| 1943-1944             | Olympic Charleroi     | Division 1            | -           | -           | 0                     | 0                     | 0     | 0     |
| Total sur la carrière | Total sur la carrière | Total sur la carrière | 33          | 14          | 0                     | 0                     | 33    | 14    |

### Palmarès
- 1 fois champion de Division 2 en 1936 avec La Gantoise.

## Carrière internationale
Honoré Martens compte une convocation et un match joué en équipe nationale belge. Celui-ci a lieu le 27 février 1938 lors d'un match amical disputé aux Pays-Bas et se solde par une défaite 7-2.
Le tableau ci-dessous reprend toutes les sélections d'Honoré Martens. Le score de la Belgique est toujours indiqué en gras.
| Date       | Compétition  | Adversaire | Lieu      | Score | Remarque |
| ---------- | ------------ | ---------- | --------- | ----- | -------- |
| 27/02/1938 | Match amical | Pays-Bas   | Rotterdam | 7-2   |          |